# Floks-familien
Floks-familien (Polemoniaceae) er en familie med ca. 20 slægter, som først og fremmest er udbredt i Nord- og Sydamerika, mens der kun er få arter i Asien og Europa. Det er en- eller flerårige urter, hvoraf mange er lianer. Kun i få tilfælde er der tale om forveddede planter, og i så fald er det mest halvbuske eller buske. Kun slægten Cantua rummer træer. Bladene er spiralformet spredtstillede, modsatte eller kransstillede (Gymnosteris). Bladpladen kan være hel eller sammensat. De sammensatte blade er da fjer- eller håndformede. Bladranden er hel, takket eller tandet. Det er sjældent, at blomsterne sidder hver for sig, og ofte er de samlet i stande. De enkelte blomster er oftest 5-tallige med sammenvokset bæger og krone. Frugterne er kapsler med mange, ofte vingede frø.
| Slægter |

- Acanthogilia
- Aliciella'
- Allophyllum'
- Bonplandia
- Inkablomst-slægten (Cantua)
- Kobæa (Cobaea)
- Collomia
- Eriastrum
- Blåhoved (Gilia)
- Giliastrum
- Gymnosteris
- Ipomopsis
- Langloisia
- Linanthus
- Loeselia
- Navarretia
- Floks (Phlox)
- Jakobsstige (Polemonium)